# Палау на Светском првенству у атлетици у дворани 2010.
Палау је учествовао на 13. Светском првенству у атлетици у дворани 2010. одржаном у Дохиу од 12. до 14. марта 2010. Репрезентацију Палауа на његовом четвртом учешћу на светским првенствима у дворани представљао је један атлетичар који се такмичиои у трци на 60 метара.
Представник Палауа није освојио ниједну медаљу али је оборио национални рекорд.

## Учесници
Мушкарци:
- Лион Менглој — 60 м

## Резултати

### Мушкарци
| Атлетичар    | Дисциплина | Лични рекорд | Квалификација | Квалификација | Полуфинале           | Полуфинале           | Финале               | Финале       | Детаљи |
| Атлетичар    | Дисциплина | Лични рекорд | Резултат      | Место         | Резултат             | Место                | Резултат             | Место        | Детаљи |
| ------------ | ---------- | ------------ | ------------- | ------------- | -------------------- | -------------------- | -------------------- | ------------ | ------ |
| Лион Менглој | 60 м       | 7,51         | 7,45 НР       | 5. у гр. 5    | Није се квалификовао | Није се квалификовао | Није се квалификовао | 46 / 51 (53) |        |